# 陈力 (少将)
陈力（1917年—1976年5月19日），江西宁都人，中国人民解放军将领、中国人民解放军开国少将。

## 生平
曾任中国人民解放军铁道兵团政治部副主任。1955年，授予中国人民解放军少将。后任解放军铁道兵政治部主任、铁道兵学院副院长。1976年去世，终年58岁。